# Riserva naturale Monticchie
La riserva naturale Monticchie (Muntig in dialetto lodigiano) è un'area naturale protetta situata nel comune di Somaglia, in provincia di Lodi.
La riserva si sviluppa su un antico paleoalveo del fiume Po.

## Territorio
La riserva si sviluppa su un antico paleoalveo del fiume Po, infatti il suo terreno è formato da una granulometria fine composta da una matrice che comprende sabbia, limo e argilla.
Presenta un paesaggio a ″gradoni″  tipico dei terrazzi alluvionali originato dall'attività dei meandri fluviali durante il periodo glaciale ed interglaciale. 
Presenza di risalite di acqua sotterranea, denominate Sorgenti di Terrazzo e Fontanili, dovuto al poco dislivello presente tra il fiume Po e la pianura.

## Storia
Fino agli anni 50 il terreno su cui ora si sviluppa la riserva naturale era ad utilizzo agricolo.
Tra gli anni 50 e gli anni 60 si ha avuto un abbandono delle coltivazioni a causa della poca redditività ed iniziò a svilupparsi la zona umida tipica padana, con una vegetazione prevalente di canneti intervallati da fasce di alberi ed arbusti.
Si sviluppò anche una garzaia dove dal 1988 si ha nidificazione di diverse specie di aironi.
Negli anni 80 iniziò una sensibilizzazione da parte del comune di Somaglia e del WWF verso questa area sempre più presa di mira da parte di tagli abusivi di bosco, incendi dolosi e bracconaggio. WWF individuò Monticchie come zona di Particolare Rilevanza Ambientale.
La Regione Lombardia inserì l′area tra i biotopi soggetti a tutela e riconosciuta come riserva naturale il 18 giugno 1985.
Dal 2000 i sito venne riconosciuto come Zona di Protezione Speciale ai senti della direttiva europea "Uccelli", per la tutela e la conservazione degli uccelli selvatici.
Il Sito di Interesse Comunitario ha una estensione di 238 ettari di cui 24 a massima tutela, nel mese di marzo del 2005 venne riconosciuto dalla Commissione Europea.

## Flora
Si è sviluppato, causa presenza di risorgive, un bosco igrofilo planiziale costituita da specie basse nel sottobosco e da essenza dolci nella parte boschiva. Nella prima predomina il canneto misto, formato dalla cannuccia di palude (Phragmites australis) e tifa (Typha latifolia); nel bosco, invece, sono molto diffusi l'alneto a ontano nero e il saliceto, con salice bianco, salicone e salice grigio. In corrispondenza della costa, nella quale la presenza di umidità è minore, si sviluppano maggiormente la quercia farnia, l'olmo campestre e l'acero campestre.
Il sottobosco è costituito da sanguinello e dal sambuco nero. Nelle specie erbacee, è interessante la presenza dell'equiseto. Le sorgenti di terrazzo e i relativi canali ospitano due varietà di callitrice  e di lenticchia d'acqua.

## Fauna
La riserva ospita diverse specie di mammiferi come il lupo, il capriolo, il tasso, la lepre, la  volpe, il cinghiale, la nutria e lo scoiattolo.
L'avifauna è caratterizzata dalla presenza di colonie nidificanti di ardeidi quali la nitticora, la garzetta, l′airone cinerino e l'airone guardabuoi. Altre specie presenti sono il cuculo, la poiana, il gruccione, il picchio rosso maggiore ed il picchio verde.
Nell'area sono anche presenti 6 specie di anfibi, tra cui la rana di Lataste e il tritone crestato, e 7 specie di rettili, come la testuggine palustre, il biacco, la natrice dal collare barrata, la natrice tassellata,  il ramarro, l′orbattino italiano.
Tra gli invertebrati merita una menzione la presenza del gambero di fiume.